# Schlomo Staszewski
Schlomo Staszewski (* 1951 in Tel Aviv) ist ein deutscher Mediziner und AIDS-Forscher.

## Leben
Schlomo Staszewski studierte zunächst Philosophie und war in der Studentenbewegung aktiv. 1985 promovierte er an der Johann Wolfgang Goethe-Universität Frankfurt am Main bei Professor Wolfgang Stille, der 1982 erstmals in Deutschland die Diagnose AIDS stellte. 
Als Anfang der 1980er Jahre bei immer mehr Patienten AIDS diagnostiziert wurden und diese meistens sehr rasch verstarben, richtete Staszewski seinen Schwerpunkt auf die Infektiologie und baute in Frankfurt am Main im Haus 68 der Universitätsklinik eine noch heute weltweit vorbildliche Studienambulanz auf, in der neben der Behandlung von Patienten auch parallel die Forschung zur HIV-Behandlung vorangetrieben wurde. 
2003 wurde er von der Frankfurter Universität als Professor auf den ersten Lehrstuhl für HIV-Medizin in Deutschland berufen. Schon während und auch nach seiner Habilitation zum Thema Therapiestrategien bei HIV-Infektion: Studien zur Optimierung der antiretroviralen Therapie bei HIV-infizierten Patienten plante und betreute er zahlreiche Therapieprojekte und internationale multizentrische Studien auf dem Gebiet der HIV-Infektion. Nach einem Vortrag 1994 auf einem AIDS-Kongress in Glasgow gilt er als einer der Erfinder der Kombinationstherapie, mit deren Hilfe heute weltweit eine Vielzahl von HIV-Patienten behandelt wird und deren Lebenserwartung und -qualität dadurch erheblich verbessert werden konnte. Derzeit werden in der Frankfurter HIV-Ambulanz mehrere tausend Patienten ambulant betreut. 
Heute lebt der seit 2007 in Ruhestand befindliche Staszewski nach einem Herzstillstand und nachfolgender langer und schwieriger Therapie mit seiner Familie in Tel Aviv. Am 11. Juli 2014 wurde er für sein Lebenswerk mit dem Bundesverdienstkreuz 1. Klasse geehrt.

## Ehrungen
- 1996 wurde ihm der AIDS-Forschungspreis der Deutschen Gesellschaft für Infektiologie verliehen.
- 2014 erhielt er das Bundesverdienstkreuz 1. Klasse